# 27500 Mandelbrot
27500 Mandelbrot è un asteroide della fascia principale. Scoperto nel 2000, presenta un'orbita caratterizzata da un semiasse maggiore pari a 3,1681710 UA e da un'eccentricità di 0,1989500, inclinata di 1,39048° rispetto all'eclittica.